# Fortbach
Der Fortbach (auch Forthbach) ist ein orografisch linkes Nebengewässer des Grubebaches in Nordrhein-Westfalen, Deutschland. Er hat eine Länge von 19,6 km.

## Flussverlauf
Der Fortbach entsteht in den Beckumer Bergen östlich des Mackenbergs und fließt in östliche Richtung ab. Zunächst führt das Gewässer nördlich am zur Stadt Oelde gehörenden Stadtteil Sünninghausen vorbei, nimmt dort von links den am Zusammenfluss ähnlich langen Schmalenbach und dann von rechts den Tienenbach auf. Nach dem Durchfluss der Bauerschaft Wibberich ist er auf einem rund 3,2 km langen Teilstück die Grenze der Stadt Oelde gegen die Gemeinde Wadersloh, bevor er in das Gemeindegebiet von Langenberg eintritt.
Nachdem der Fortbach nördlich am Langenberger Ortsgebiet vorbeigezogen ist, wendet er sich nordöstlicher Richtung zu und tritt aufs Stadtgebiet von Rietberg über, wo das Gewässer auch unter dem Namen Schwalenbach bekannt ist. Nach dem rechtsseitigen Zufluss des Oberen Schwalenbaches mündet der Fortbach nördlich des Rietberger Stadtteils Bokel linksseitig in den in diesem Abschnitt als Bokel-Mastholter-Hauptkanal bezeichneten Grubebach, nachdem nur wenige Meter zuvor der von rechts kommende Lannertbach eingemündet ist.
Der Fortbach überwindet während seiner Fließstrecke einen Höhenunterschied von 70 Metern, somit ergibt sich ein mittleres Sohlgefälle von 3,6 ‰.

## Charakteristik
Der Lauf des Fortbaches lässt sich in drei Fließgewässertypen unterteilen: Von der Quelle bis zur Langenberger Gemeindegrenze gilt das Gewässer als kiesgeprägter Tieflandbach (Typ 16); von dort aus bis zur Querung der B 55 nördlich von Langenberg wird der Fortbach dem Gewässertyp „Sandgeprägte Tieflandbäche“ (Typ 14) zugerechnet. Im Unterlauf bis zur Mündung zählt der Bach mit zunehmend breiter werdender Flussaue als Kleines Niederungsfließgewässer in Fluss- und Stromtälern (Typ 19).